# 德西乌斯
德西乌斯（201年—251年）罗马帝国皇帝，在249年至251年统治罗马帝国。在同哥特人作战的阿伯里图斯战役中阵亡。

## 早期生涯
德西乌斯出生于布达里亚（在今天塞尔维亚境内），曾经短暂做过下日耳曼行省和梅西亚行省的长官，235年到238年，担任塔拉哥那行省的长官。
244年，阿拉伯人菲利普成为罗马皇帝。此时德西乌斯担任罗马的城市行政官职位，起先，他是忠于皇帝菲利普的。

## 成为皇帝
帕卡提亚努斯（Tiberius Claudius Pacatianus）在默西亚起事反叛，248年底或者249年德西乌斯奉皇帝阿拉伯人菲利普之命前往平定此事，德西乌斯很快平定了这场叛乱，帕卡提亚努斯被杀。
爱德华·吉本在《罗马帝国衰亡史》第一卷第十章写到，事前德西乌斯一直拒绝皇帝菲利普指派他前往平乱的命令，似乎他早已預知當有能力的将领出现在有野心的军队面前将会发生什么事。果然亂平之後，德西烏斯统率的军队发生吪变，他们拥戴德西乌斯为新的皇帝，起兵反对皇帝菲利普。
249年，德西烏斯的军队进入意大利，在维罗纳与阿拉伯人菲利普战斗，阿拉伯人菲利普战败被杀。于是德西乌斯得到元老院的承认，正式成为罗马皇帝。
為了恢復古羅馬共和的美德，德西烏斯恢復了監察官一職，首任監察官是未來的羅馬皇帝瓦勒良。史學家爱德华·吉本評論：<德西烏斯是位有成就的皇帝，戰時主動負責，平時和藹可親，他和他的兒子無論在生前死後，都配得上最光榮的令名>。
華爾麥爾在《古代教會史》第一章第十六節寫到，他是迫害基督教的發起人，他屬於那些沒有多少修養，但又願意大有作為的軍人皇帝，他想要大規模地恢復羅馬帝國的傳統。他認為，因東方文化的進入，並且因腐敗的因素，羅馬帝國似乎都失去了一切抵抗力，所以他想，反對內在的和外在的敵人，使帝國獲得充足的抵抗力，並恢復以前的輝煌。他認為，基督徒是羅馬帝國最危險的敌人，而迫害基督徒是他首要的目標。

## 战死

哥特人入侵地图

德西乌斯成为皇帝后，他必须出兵打击巴尔干地区的哥特人的入侵，这是哥特人第一次出现在历史舞台上，德西乌斯率军进入默西亚和巴尔干地区，搜寻哥特人，而哥特人循着巴尔干地区的复杂的地形逃离，然后又突然折回，出现在罗马军队面前，在贝罗埃（现在的舊扎戈拉）附近打败罗马军队，这是历史上罗马皇帝第一次在蛮族面前逃跑。此后哥特人围攻菲利普波利斯 （现代的普罗夫迪夫 ）。色雷斯的长官甚至宣布投向哥特人，但是这位长官很快失败被杀。
围攻菲利普波利斯的哥特人精疲力尽，而德西乌斯的军队成功地包围了哥特军队，哥特人准备以交出俘虏以及财宝换取离开。但是被德西乌斯拒绝。251年6月，发生了阿伯里图斯战役，哥特人在其国王尼瓦的指挥下，打败了罗马的军队，德西乌斯本人和他的儿子赫伦尼乌斯都在战斗中阵亡。（251年早些时候，德西乌斯就已经宣布他的儿子赫伦尼乌斯与他为共治的皇帝。）
德西乌斯和赫伦尼乌斯是有史以来，第一次有罗马皇帝死于对蛮族的战争。

## 對基督徒的迫害
德西烏斯(249-251年在位政）在羅馬政策史上引入了一種急劇的變化。以前，對教會的迫害往往零星發生，而且只是局部行為。但自從德西烏斯在250年一月處決羅馬主教法比盎之後，迫害成了一種遍及帝國全境的系統行為：他授權創建網路，逐城逐區、挨家挨戶地搜捕基督徒。他與其他異教徒一樣持有如下看法：基督徒應對帝國的動蕩不安負責。他覺得，只有返回傳統的諸神崇拜和皇帝崇拜，羅馬才能復興。他頒佈敕令，要求所有公民都必須當著特派員的面作一次崇拜－－往往只是往皇帝半身像前獻一炷香而已,之後人們才會得到一份證明已獻過祭的證書，顯然這道命令是針對基督徒教的。若有人拒絕獻祭，則會被投入監牢，或被賣作奴隷，或被處以極刑。這些事卻引致基督徒後來對悔改、重洗和復和等問題的爭論，也造成神學家居普良、諾漥天及哥尼流之間的神學爭議。